# 厨川千江
厨川 千江（くりやがわ せんこう、1878年 - 1928年）は、日本の俳人、教育者。本名、厨川肇。東京帝国大学（現在の東京大学）卒業。旧制千葉県立佐倉中学校（現在の千葉県立佐倉高等学校）校長、山口県立山口図書館初代館長を歴任。

## 略歴
島根県浜田市出身。旧制島根県立第二中学校（現在の島根県立浜田高等学校）に在学中の頃から俳句を習う。熊本県の旧制第五高等学校（現在の熊本大学教養部）在学時代は、当時、旧制五高で教鞭を執っていた夏目漱石を主宰とした俳句結社紫溟吟社（しめいぎんしゃ）を寺田寅彦、蒲生紫川らとおこし、夏目漱石から俳句を学ぶ。五高時代、千江が髪を切って夏目漱石の自宅を訪れた事があったが、散髪後のさっぱりとした頭を見た漱石が「秋風や今そりたての頭より」という句を即興で詠み、とても感動したというエピソードがある。東京帝国大学卒業後は、浜田の旧制島根二中の教諭を経て、千葉県の旧制佐倉中の校長に着任。
その後、県立山口図書館の初代館長に任命され近代的な図書館整備に尽力。俳号の千江は「千江が浜」と呼ばれていた故郷、浜田の松原湾に因む。著書に「移轉句日誌」などがある。